# Philome Dames
Philome Dames es una deportista británica que compitió en tiro con arco, en la modalidad de arco recurvo. Ganó dos medallas en el Campeonato Mundial de Tiro con Arco al Aire Libre, bronce en 1947 y plata en 1948.

## Palmarés internacional
| Campeonato Mundial al Aire Libre | Campeonato Mundial al Aire Libre | Campeonato Mundial al Aire Libre | Campeonato Mundial al Aire Libre |
| Año                              | Lugar                            | Medalla                          | Prueba                           |
| -------------------------------- | -------------------------------- | -------------------------------- | -------------------------------- |
| 1947                             | Praga (Checoslovaquia)           | Medalla de bronce                | Equipo                           |
| 1948                             | Londres (Reino Unido)            | Medalla de plata                 | Equipo                           |